# Lythrypnus insularis
Lythrypnus insularis är en fiskart som beskrevs av William A. Bussing, 1990. Lythrypnus insularis ingår i släktet Lythrypnus och familjen smörbultsfiskar. IUCN kategoriserar arten globalt som sårbar. Inga underarter finns listade i Catalogue of Life.